# Шевкун, Николай Дмитриевич
Николай Дмитриевич Шевкун (1924, село Новая Таволжанка, Курская губерния — 1997, Львов) — советский военный деятель, политработник, генерал-лейтенант, член Военного совета Прикарпатского военного округа. Депутат Верховного Совета УССР 10-го созыва.

## Биография
Родился в многодетной крестьянской семье. В 1940 году окончил девять классов Ново-Таволжанской школы Курской области.
С 1940 года — в Красной армии.
Участник Великой Отечественной войны с 1941 года. В 1941—1942 г. — слушатель военного училища. В 1942—1945 г. — командир взвода управления батареи 76-миллиметровых пушек 274-го стрелкового полка 24-й стрелковой дивизии, начальник разведки 3-го и 1-го дивизионов 160-го артиллерийского полка 24-й стрелковой дивизии. Воевал на Западном, Сталинградском, 1-м Украинском фронтах. Член ВКП(б) с 1944 года.
После окончания войны продолжил службу в армии на командных должностях.
В 1956 году окончил Высшее военно-политическое училище имени Ленина. Находился на политической работе в войсках.
В 1966 году окончил Военную академию Генерального штаба СССР имени Ворошилова. Работал в органах Политического управления воинских соединений. Член Военного совета — начальник Политического управления Краснознаменного Прикарпатского военного округа (май 1976 — май 1980), Южной группы советских войск в Венгрии (1980—1984).
До 1987 года — 1-й заместитель начальника Политического отдела 4-й общевойсковой армии Забайкальского военного округа.
С 1987 г. — в отставке. Умер в 1997 году. Похоронен во Львове.

## Звание
- лейтенант
- генерал-майор
- генерал-лейтенант (.10.1977)

## Награды
- орден Отечественной войны I ст. (6.4.1985)
- орден Отечественной войны II ст. (30.11.1944)
- два ордена Красной Звезды (30.4.1944, 21.5.1945)
- ордена
- медали